# Thank You (pel·lícula)
Thank You és una pel·lícula muda, en blanc i negre tot i que amb seqüències tintades que es va estrenar l'1 de novembre de 1925. Està basada en l'obra teatral homònima del 1921 escrita per Winchell Smith i Tom Cushing. Va ser dirigida per John Ford i els actors principals són George O’Brien, Jacqueline Logan i Alec B. Francis. La crítica del moment deia que era una pel·lícula entranyable però que els personatges estaven desdibuixats i això alentia el ritme de la història. A Espanya es va estrenar amb el títol “Con gracias a porfía”.

## Repartiment
- Alec B. Francis (David Lee)
- Jacqueline Logan (Diane Lee)
- George O'Brien (Kenneth Jamieson)
- J. Farrell MacDonald (Andy)
- George Fawcett (Cornelius Jamieson)
- Cyril Chadwick (Mr. Jones)
- Edith Bostwick (Mrs. Jones)
- Marion Harlan (Milly Jones)
- Vivia Ogden (Miss Blodgett)
- James Neill (Doctor Cobb)
- Billy Rinaldi (Sweet, Jr.)
- Aileen Manning (Hannah)
- Maurice Murphy (Willie Jones)
- Robert Milasch (Sweet, Sr.)
- Ida Moore (xafarder)
- Frankie Bailey (xafardera)
- Tommy Hicks (noi gras)

## Argument
Després de diverses festes salvatges, el pare de Kenneth Jamieson, multimilionari, decideix enviar el seu fill a una granja de pollastres situada al petit poble de Dedham. Aquell mateix dia arriba al poble Diane, la neboda del reverend David Lee, amb maneres sofisticades i vestida a l'última moda de París. Pocs dies després Kenneth apareix borratxo fent un gran escàndol però David parla amb ell i li fa veure el mal camí que està prenent. El reverend, mal pagat, es veu obligat a demanar diners contínuament i sol·licita un augment de sou que li és denegat, ja que no s'ho mereix mentre mantingui a Diana en el poble. El pare de Kenneth s'assabenta de l'obsessió del seu fill per Diane i va a Dedham esperant trobar una cercadora de fortunes. Diane es guanya al pare de Kenneth, sobretot quan té cura del fill durant una malaltia. El senyor Jamieson critica aleshores la gent del poble, a la que titlla d'hipòcrita i farisea, pel tracte que es dona al reverend. Poc després, David i el senyor Jameson, que de joves havien estat amics, reben amb entusiasme el compromís de Kenneth i Diane.